# Major League Baseball All-Century Team
Major League Baseball All-Century Team została wybrana w 1999 roku w głosowaniu, w którym udział wzięło ponad 2 miliony fanów. Spośród 100 baseballistów wybierano dwudziestu pięciu. Nominacje zostały przedstawione podczas Meczu Gwiazd w 1999 roku na Fenway Park w Bostonie. Głosowanie trwało od 13 lipca do 10 września 1999. W późniejszym okresie postanowiono zwiększyć listę członków do trzydziestu. Osiemnastu żyjących baseballistów wybranych do All-Century Team, wzięło udział w ceremonii przed 2. meczem World Series pomiędzy Atlanta Braves a New York Yankees.

## Zawodnicy wybrani do Drużyny Stulecia

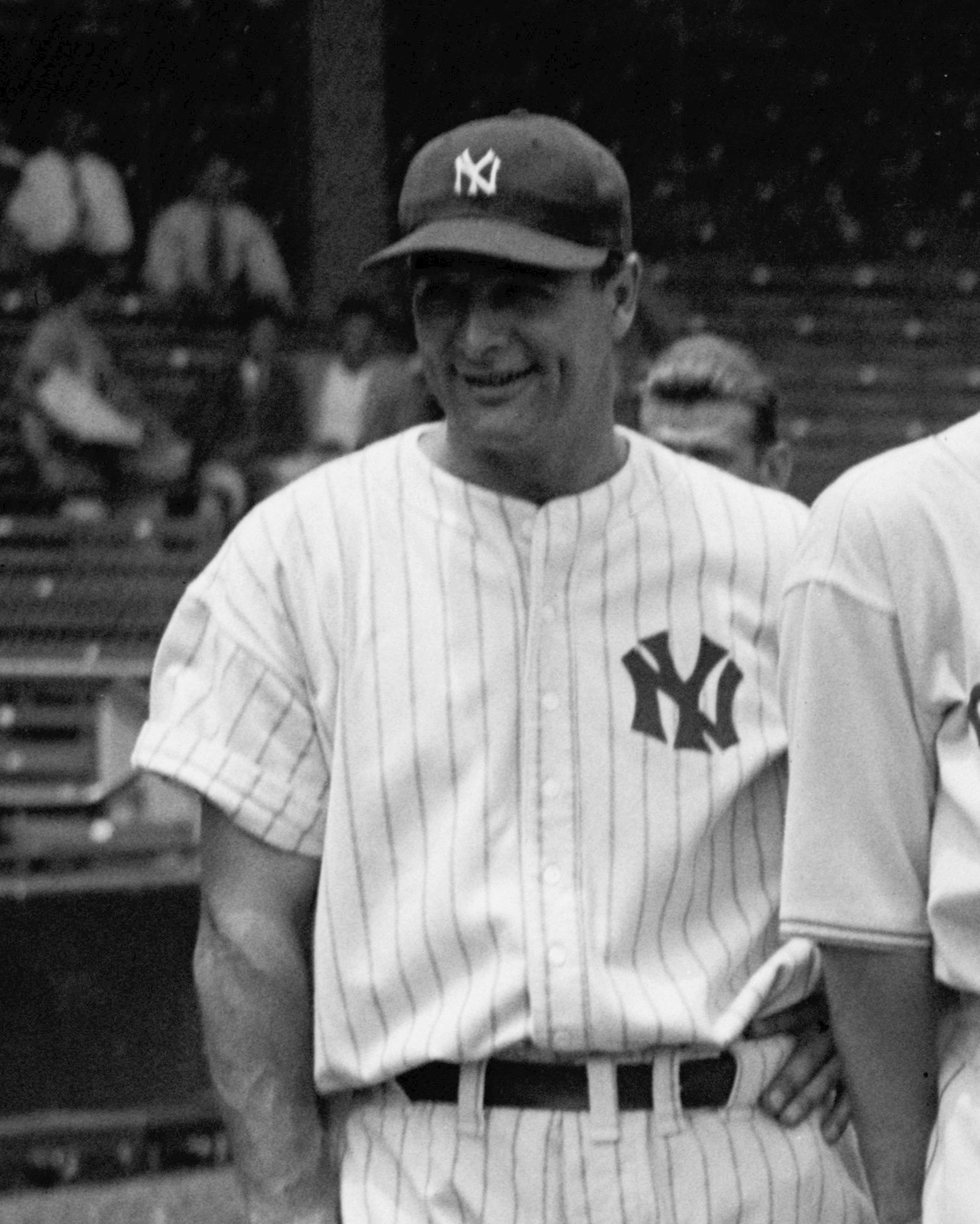
Lou Gehrig otrzymał największą liczbę głosów.

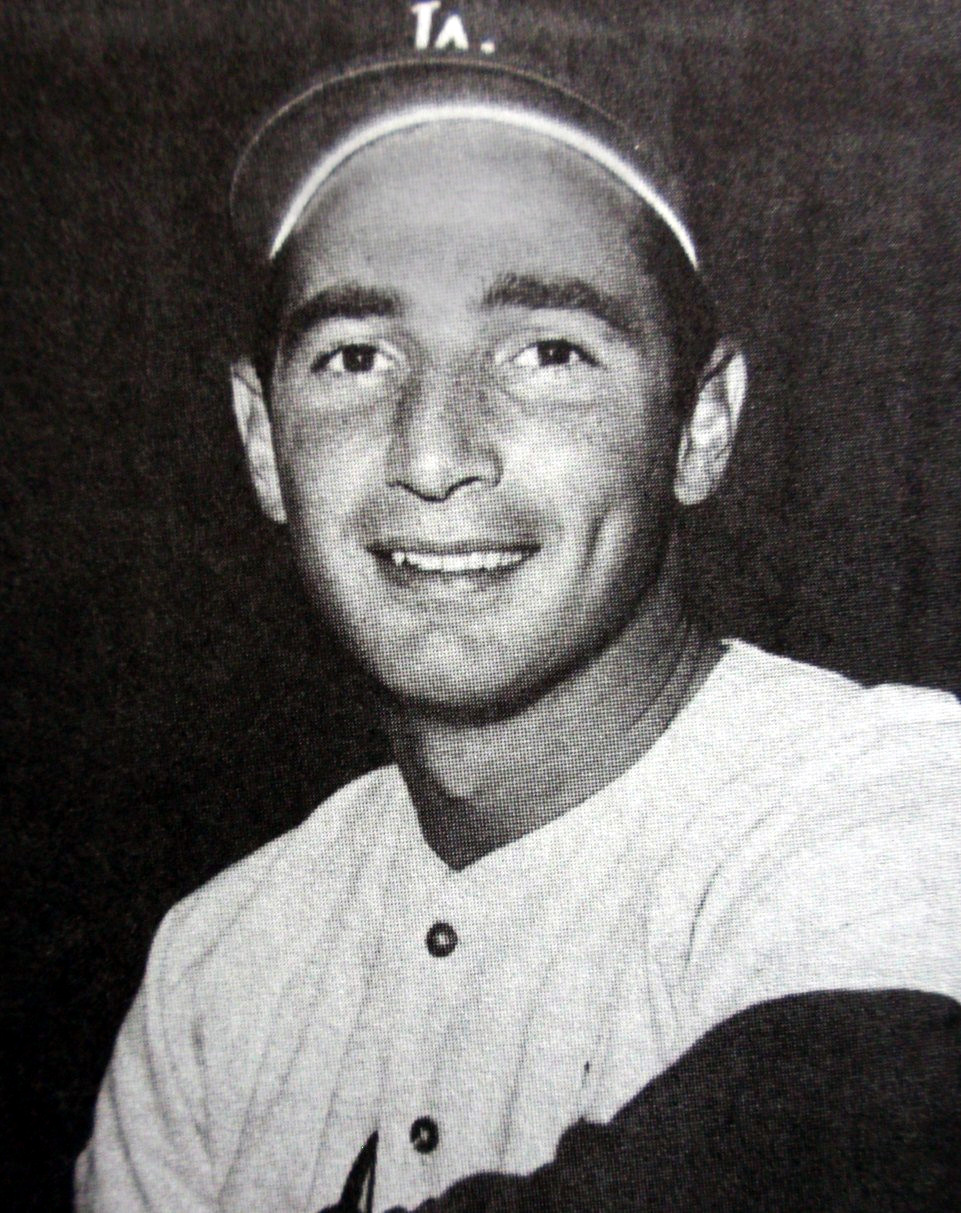
Członek Galerii Sław Sandy Koufax.

| Zawodnik            | Pozycja        | Liczba głosów |
| ------------------- | -------------- | ------------- |
| Nolan Ryan #        | miotacz        | 992 040       |
| Sandy Koufax #      | miotacz        | 970 434       |
| Cy Young #          | miotacz        | 867 523       |
| Roger Clemens **    | miotacz        | 601 244       |
| Bob Gibson #        | miotacz        | 582 031       |
| Walter Johnson #    | miotacz        | 479 279       |
| Warren Spahn *      | miotacz        | 337 215       |
| Christy Mathewson * | miotacz        | 249 747       |
| Lefty Grove *       | miotacz        | 142 169       |
| Johnny Bench #      | łapacz         | 1 010 403     |
| Yogi Berra #        | łapacz         | 704 208       |
| Lou Gehrig #        | pierwszobazowy | 1 207 992     |
| Mark McGwire **     | pierwszobazowy | 517 181       |
| Jackie Robinson #   | drugobazowy    | 788 116       |
| Rogers Hornsby #    | drugobazowy    | 630 761       |
| Mike Schmidt #      | trzeciobazowy  | 855 654       |
| Brooks Robinson #   | trzeciobazowy  | 761 700       |
| Cal Ripken Jr. # ** | łącznik        | 669 033       |
| Ernie Banks #       | łącznik        | 598 168       |
| Honus Wagner # *    | łącznik        | 526 740       |
| Babe Ruth #         | zapolowy       | 1 158 044     |
| Hank Aaron #        | zapolowy       | 1 156 782     |
| Ted Williams #      | zapolowy       | 1 125 583     |
| Willie Mays #       | zapolowy       | 1 115 896     |
| Joe DiMaggio #      | zapolowy       | 1 054 423     |
| Mickey Mantle #     | zapolowy       | 988 168       |
| Ty Cobb #           | zapolowy       | 777 056       |
| Ken Griffey Jr. **  | zapolowy       | 645 389       |
| Pete Rose           | zapolowy       | 629 742       |
| Stan Musial # *     | zapolowy       | 571 279       |

### Legenda
| *  | Zawodnik dokooptowany          |
| ** | Zawodnik ówcześnie grający     |
| #  | Członek Galerii Sław Baseballu |